# Сухий Ставок
Сухи́й Ставо́к — село в Україні, у Калинівській селищній громаді Бериславського району Херсонської області. Село зруйноване російськими військами. 

## Населення

### Мовний склад
Рідна мова населення за даними перепису 2001 року:
| Мова       | Чисельність, осіб | Доля     |
| ---------- | ----------------- | -------- |
| Українська | 110               | 94,02 %  |
| Російська  | 3                 | 2,56 %   |
| Молдовська | 3                 | 2,56 %   |
| Інше       | 1                 | 0,86 %   |
| Разом      | 117               | 100,00 % |

## Історія
12 червня 2020 року, відповідно до Розпорядження Кабінету Міністрів України від № 726-р «Про визначення адміністративних центрів та затвердження територій територіальних громад Херсонської області», увійшло до складу  Калинівської селищної громади.
19 липня 2020 року, в результаті адміністративно-територіально-територіальної реформи та ліквідації Великоолександрівського району, село увійшло до складу Бериславського району.

### Російське вторгнення в Україну (з 2022)
18 березня 2022 року Сухий Ставок окупували російські війська. 30 серпня в ході контрнаступу Збройних сил України в Херсонській області село було визволене та повернене під контроль України.
На теперішній час село зруйноване вщент[джерело?].

## Географія
Село розташоване на правому березі Дніпра в Херсонській області. Відстань до Херсону складає 67 км. Найближча річка — Інгулець. Відстань до неї від села складає 6 км. Найближча залізнична станція — «Калініндорф» — за 12 км від села.

## Люди
В селі народився Юрченко Петро Павлович (нар. 1937) — український скульптор.